# Bergsgården (station)
Bergsgården är en före detta trafikplats på järnvägen mellan Falun central och Grycksbo, som tidigare varit del av en längre bana, se Falun-Rättvik-Mora Järnväg. Bergsgården är belägen cirka 9 kilometer norr om centralstationen i Falun och hade signaturen Beg. Ursprungligen var trafikplatsen järnvägsstation. Den hade stationshus och hade persontågsuppehåll fram till 1965. Efter den tiden klassades Bergsgården om till linjeplats. I samband med renoveringen av banan inför dess återöppnande 2003, då den hade varit nedlagd i 15 år, togs den sista växeln bort vid  Bergsgården, varigenom den inte längre är en linjeplats.
Stationshuset revs 1971.

## Ritningar

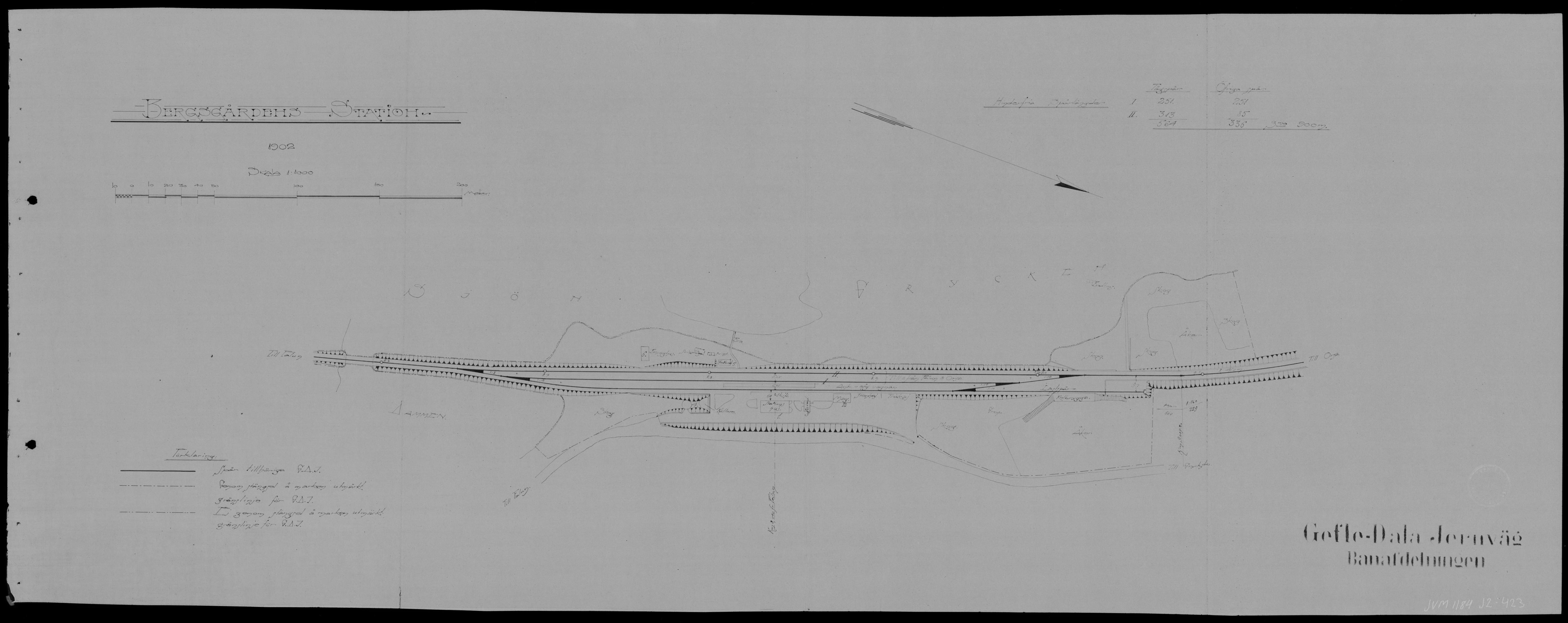
Bergsgården station bangårdsritning 1902.

## Bilder

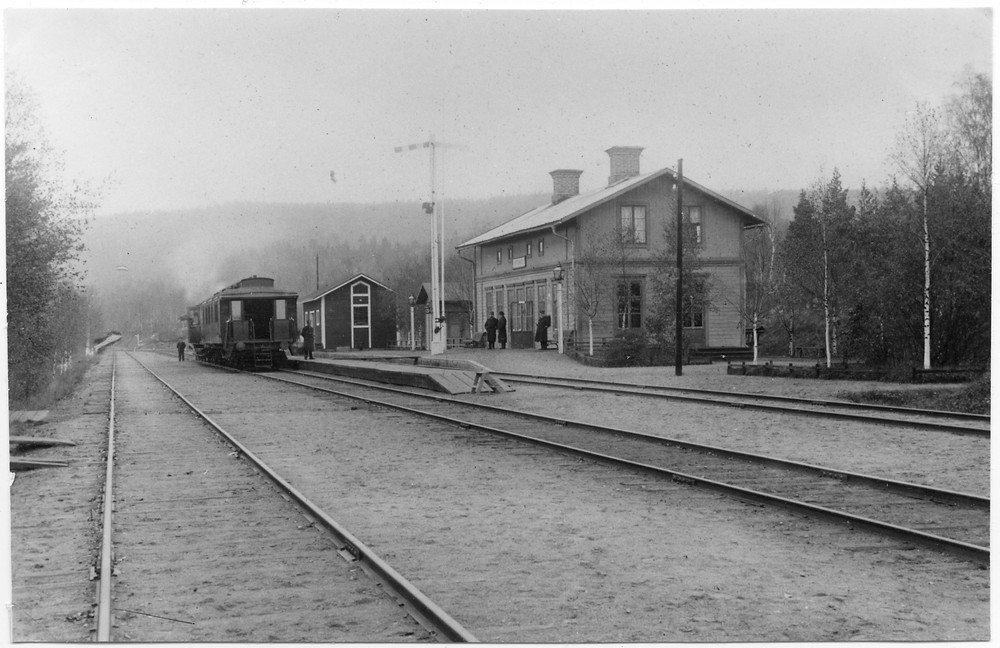
Bergsgården 1903.
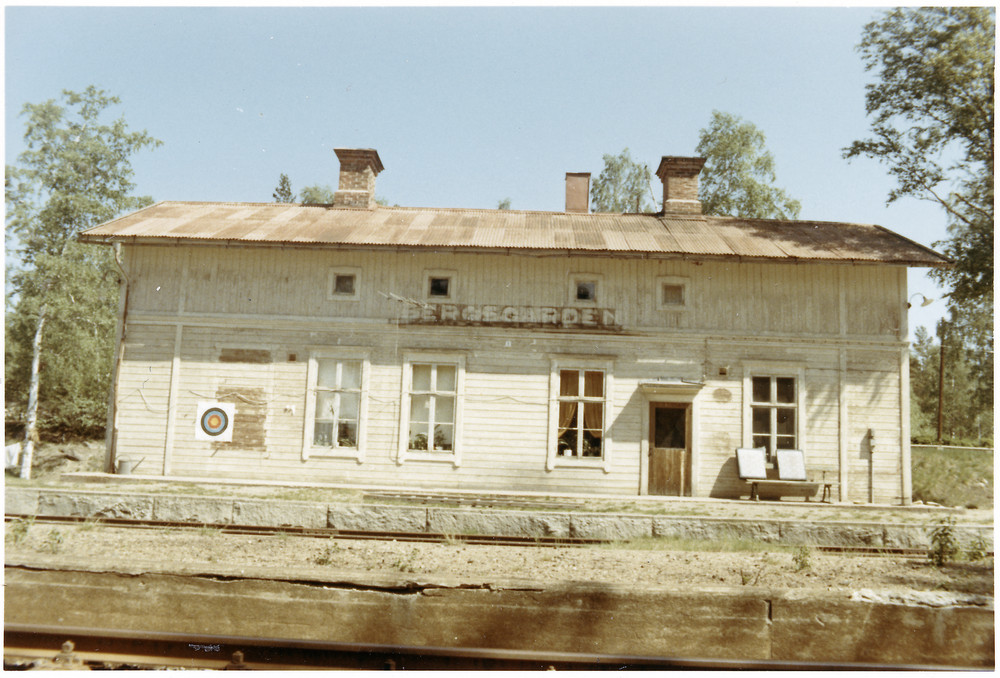
Bergsgården 1970.